# Karl Scharfenberg
Karl Scharfenberg (Wismar, Alemania, 3 de marzo de 1874 - Gotha, Alemania, 5 de enero de 1938) fue un ingeniero alemán que inventó un acople o enganche para vehículos ferroviarios.
Scharfenberg asistió a la escuela en Wismar y estudió para ingeniero en la Escuela Técnica de Neustadt-Mecklemburgo. Luego se puso a trabajar en la empresa Junker und Ruh de Karlsruhe que fabricaba máquinas de coser y hornos de gas. En 1896 encontró empleo en la firma L. Steinfurt de Königsberg, que construía vagones de ferrocarril desde 1865. En 1900 entró en el Ferrocarril del Sur de Prusia Oriental, donde desarrolló -con el apoyo del propietario de Steinfurt y su hijo- un acople automático con tope central para vehículos ferroviarios, el "enganche Scharfenberg". Solicitó la patente el 6 de mayo de 1903, que le fue concedida el 18 de marzo de 1904.
Seguidamente volvió a la casa Steinfurt, donde fue nombrado ingeniero-jefe. Junto con otros fundó en 1921 la Cía. "Scharfenberg-Kupplung AG" en Berlín, la única autorizada para usar su patente. A partir de 1926 sólo trabajó para esta empresa.
Murió en 1938 en Gotha durante un viaje de negocios, después de haber conseguido un gran pedido.